# Johan Albrecht van Schellaert
Johan Albrecht van Schellaert, (Geysteren, 8 september 1670 - Kasteel de Jonghe d' Ardoye, 15 september 1754) was een zoon van Johan Vincent van Schellaert van Obbendorf (ca. 1634 - 27 april 1683) baron Schellaert van Obbendorff, heer van Oerlo, Oostrom, Geysteren, Spralant en van Wanssum en Marie Henriette, gravin Schellaert van Obbendorf (1646 - 8 augustus 1714).
Van Schellaert was heer en vanaf 1691 rijksgraaf van Geysteren. Voorts was hij ridder van de Sint Hubertus orde. 
Hij trouwde in de Sint Janskerk te Niederberg op 21 november 1691 met Eleonore Magdalena Anna van Metternich vrouwe van Metternich-Niederberg (overleden 18 februari 1727). Zij was de dochter van Johan Frederik van Metternich-Niederberg en Anna Catherina vrouwe van Spiering. Uit zijn huwelijk werden de volgende kinderen geboren:
- Therese van Schellaert
- Johan Wilhelm Jozef Bernhard van Schellaert Reichsgraf von Schellard heer van Geysteren 1736 (4 juli 1693 - voor 1744)
- Alexander van Schellaert
- Adelheid van Schellaert
- Arnold van Schellaert
- Maria Anna van Schellaert

Hij kocht in 1714 het huis De Spijker.

Familiewapen Schellaert van Obbendorf
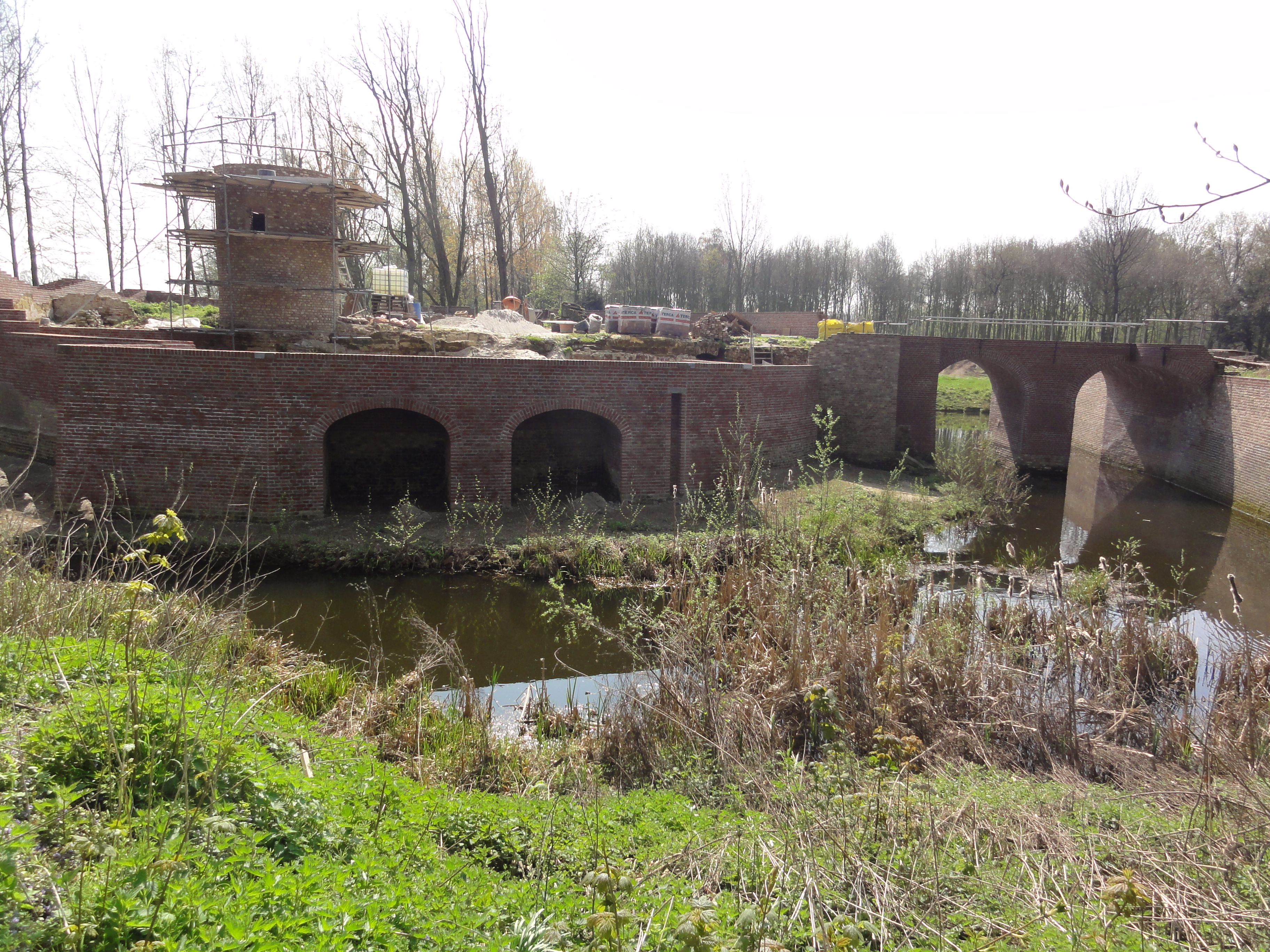
Kasteelruïne Geijsteren toren in restauratie en tweede grachtbrug